# 카스피칠성장어속
카스피칠성장어속(학명: Caspiomyzon)은 칠성장어강 칠성장어목 칠성장어과에 속하는 속으로, 본래 카스피칠성장어만이 속한 단형속으로 기록되어 있었으나 이후 연구를 통해 본래 칠성말배꼽속에 속해 있던 2종이 해당 속으로 수정 분류되었다. 대부분 동유럽·서아시아·중앙아시아 원산이며 2종은 그리스 토종 어류이다.

## 하위 종
- Caspiomyzon graecus
- 그리스칠성장어 (Caspiomyzon hellenicus)
- 카스피칠성장어 (Caspiomyzon wagneri)